# Цезароліт
Цезароліт (англ. cesarolite; нім. Zesarolit m, Cesarolith m) — мінерал, водний оксид свинцю та манґану.
Названий на честь бельгійського мінералога Г.Цезаро (G.R.P. Cesaro), H.J. Buttgenbach, C.Gillet, 1920.

## Опис
Хімічна формула:
- 1. За Є. К. Лазаренком: 3MnO2PbO•H2O.
- 2. За Г.Штрюбелем та З. Х. Ціммером: PbMn3O7•H2O.
- 3. За «Горной энциклопедией» PbMn6O12•2H2.
- 4. За «Fleischer's Glossary» (2004): PbH2Mn3O8.

Склад у % (з родовищів Тунісу): MnO — 42,65; Pb — 36,29; H2O — 3,30; O — 13,26.
Домішки: Al, Fe, Na та ін. метали. Аналог — коронадит (PbMn8O16). Форми виділення: пухкі сіросталеві комірчасті маси, які нагадують кокс, соскоподібні кірочки. Густина 5, 29. Твердість 4,5-5,0. Блиск тьмяний до напівметалічного. Зустрічається в Тунісі (родов. Сіді-Аморбен-Салем).